# Stazione di Higashi-Nakayama
La stazione di Higashi-Nakayama (東中山駅?, Higashi-Nakayama-eki) è una stazione ferroviaria della città di Funabashi, nella prefettura di Chiba, in Giappone servente la linea principale Keisei delle ferrovie Keisei.

## Linee
Ferrovie Keisei
● Linea principale Keisei

## Struttura
La stazione è dotata di quattro binari passanti in superficie con due marciapiedi a isola in grado di accogliere treni da 6 casse, collegati al fabbricato viaggiatori, sopraelevato, da scale e ascensori.
| 1-2 | ■ Linea principale Keisei | per Aoto, Nippori, Keisei Ueno per Oshiage, linea Asakusa e linea Keikyū principale |
| 3-4 | ■ Linea principale Keisei | per Funabashi, Narita Aeroporto e Keisei-Chiba                                      |

## Stazioni adiacenti
| «                                 | Servizio                | »                       |
| Linea Keisei principale           | Linea Keisei principale | Linea Keisei principale |
| --------------------------------- | ----------------------- | ----------------------- |
| Keisei Nakayama                   | Locale                  | Keisei Nishifuna        |
| Keisei Yawata                     | Rapido                  | Keisei Funabashi        |
| Tutti gli altri treni non fermano |                         |                         |